# Xã Radnor, Quận Delaware, Ohio
Xã Radnor (tiếng Anh: Radnor Township) là một xã thuộc quận Delaware, tiểu bang Ohio, Hoa Kỳ. Năm 2010, dân số của xã này là 1.540 người.